# Арпсгофен, Карл-Владимир Генрихович
Барон Карл-Владимир Генрихович Арпсгофен (нем. Karl Woldemar Freiherr von Arpshofen; 1832—1890) — генерал-лейтенант, командир Лейб-гвардии Стрелкового Е. И. В. батальона и Лейб-гвардии Литовского полка.

## Биография
Барон Карл-Владимир фон Арпсгофен родился в семье барона Андрея Карловича (Gerhard Heinrich) фон Арпсгофен и его жены Ольги (Olga Henriette Elisabeth) урожденной Варнек.
Окончив курс в 1-м кадетском корпусе, в 1851 года вступил на службу прапорщиком в Лейб-гвардии Семёновский полк и с ним в 1864 года принял участие в усмирении польского мятежа.
За отличие в деле 25 октября 1864 получил золотое оружие с надписью «за храбрость».
В 1867 года произведен в полковники, в декабре 1868 года, назначен командиром Лейб-гвардии Стрелкового Е. И. В. батальона, 17 апреля 1870 г. — пожалован званием флигель-адъютанта и в 1874 г. определен командиром Лейб-гвардии Литовского полка.
С началом русско-турецкой войны 1877—1878 гг., выступил с полком из Варшавы и, командуя им, с отличием участвовал во многих делах против неприятеля, чем заслужил ряд наград: за Телиш — произведен в генерал-майоры с зачислением в свиту Его Величества (18 декабря 1877 г.), за Плевну — награждён орденом св. Анны 1-й ст. с мечами, за Ташкисен — пожалован мечами к орден св. Владимира 3-й степ. и за Филиппополь — орден св. Станислава 1-й ст. с мечами.
По окончании войны числился по болезни в продолжительном отпуске до июля 1880 г., когда получил назначение состоять при одесском генерал-губернаторе и в период своего пребывания при последнем временно исполнял должность одесского градоначальника, а вслед за тем, в 1884 г., назначен начальником 4-й стрелковой бригады и в 1886 г. произведен в генерал-лейтенанты.

## Награды
- Золотая сабля «За храбрость» (1864)
- Орден Святого Станислава 2-й степени (1865)
- Орден Святой Анны 2-й степени (1869)
- Орден Святого Владимира 4-й степени (1872)
- Орден Святого Владимира 3-й степени (1874); мечи (1878)
- Орден Святого Станислава 1-й степени с мечами (1878)
- Орден Святой Анны 1-й степени с мечами (1878)
- Орден Святого Владимира 2-й степени (1885)

Иностранные:
- Прусский Орден Красного орла 2-й степени (1873)
- Австрийский Орден Железной короны 2-й степени (1874)